# José María Restrepo Sáenz
José María Restrepo Sáenz (1880-1949) fue un historiador colombiano y compilador de las genealogías de gobernadores de Antioquia y Bogotá.

## Biografía
Nació en una familia de historiadores. Es conocido por sus libros que publicó a partir de investigaciones en el Archivo de Indias de Sevilla, en el Archivo Nacional de Bogotá así como en el Archivo Histórico de Antioquía. El Grupo de investigaciones genealógicas José María Restrepo Sáenz lleva su nombre, un grupo colombiano que desde algunos años publica la serie Genealogías de Santafé de Bogotá.
Su nieta Cecilia Restrepo Manrique es miembro de la Academia Colombiana de Historia.